# 不结盟运动
不结盟运动（英語：Non-Aligned Movement, NAM）是一个由120个国家组成的国际组织，成员国之间不正式结盟以及反对任何国家集团。它成立的目的是为了在冷战背景下促进和维护发展中国家的利益，也是世界上继联合国之后规模第二大的国际组织。
不结盟运动起源于朝鲜战争之后，一些国家在冷战期间为平衡世界两极分化建立的运动。当时美苏两个大国分别组建了自己的集团，并开始实施将其它国家和地区纳入其势力范围的政策。东方阵营是由苏联组建的社会主义阵营，其军事同盟是华沙条约组织，西方阵营是由美国组建的资本主义集团，其军事同盟是北大西洋公约组织。1961年，在南斯拉夫总统约瑟普·布罗兹·铁托、印度总理贾瓦哈拉尔·尼赫鲁、埃及总统贾迈勒·阿卜杜-纳赛尔、加纳总统夸梅·恩克鲁玛和印度尼西亚总统苏加诺的倡议下，根据1955年万隆会议商定的原则，不结盟运动在南斯拉夫的贝尔格莱德正式成立。
菲德尔·卡斯特罗在1979年的《哈瓦那宣言》中总结了该组织的宗旨，即确保“不结盟国家的独立、主权、领土完整和安全”，以“反对帝国主义、殖民主义、新殖民主义、种族主义和一切形式的外国侵略、占领、统治、干涉或霸权，以及反对大国和集团政治”。
大约三分之二的联合国成员国是不结盟运动的成员国，占世界人口的55%。成员国主要由发展中国家组成，但不结盟运动也有一些发达国家。
不结盟运动在1950年代和1960年代初拥有很强的影响力，不结盟运动的国际政策在非殖民化、裁军、反种族主义和反对南非种族隔离政策等问题上取得了重大成功，并在整个冷战期间持续进行。成员国之间也发生过武装冲突，且一些成员国和苏联、美国和中国发展了更密切的关系。自1991年冷战结束之后，不结盟运动致力于发展多边关系以及发展中国家之间的团结与合作。

## 历史

### 组织的起源与冷战

北半球的结盟国家：蓝色的北约和红色的华约

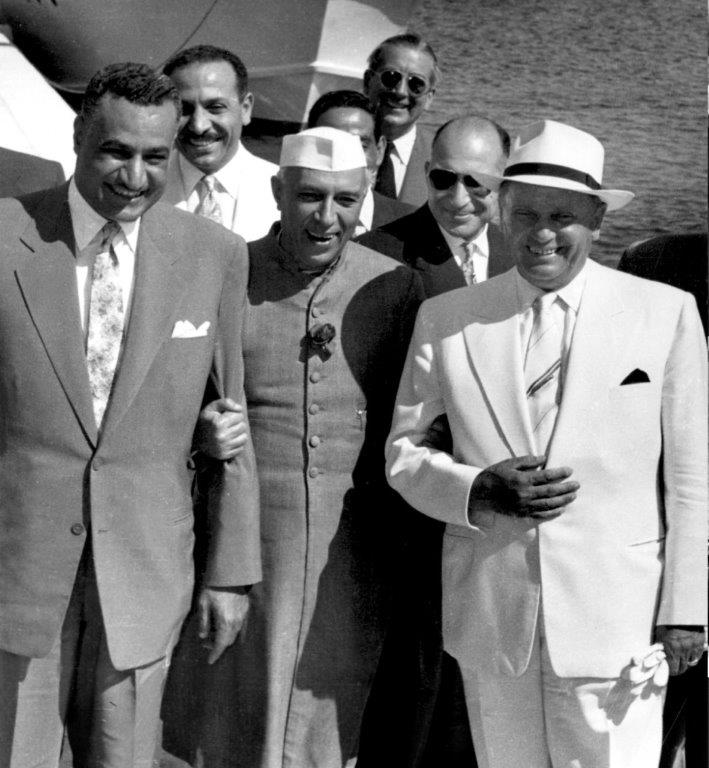
约瑟普·布罗兹·铁托、贾瓦哈拉尔·尼赫鲁和贾迈勒·阿卜杜-纳赛尔，布里奥尼会议期间不结盟运动的先驱

1950年，印度和南斯拉夫首次在联合国使用“不结盟”一词，这两个国家都拒绝与朝鲜战争中的任何一方结盟。根据1955年万隆会议的原则，不结盟运动作为一个国际组织于1956年在南斯拉夫布里俄尼群岛成立，并于1956年7月19日签署《布里俄尼宣言》。宣言由南斯拉夫总统约瑟普·布罗兹·铁托、印度总理贾瓦哈拉尔·尼赫鲁和埃及总统贾迈勒·阿卜杜勒·纳赛尔签署。宣言的一句话是“和平不能通过分离来实现，而是通过在全球范围内实现集体安全和扩大自由，以及终止一个国家对另一个国家的统治来实现”。根据印度国民大会党理论家雷焦尔·卡里姆·拉斯卡尔的说法，不结盟运动起源于印度总理贾瓦哈拉尔·尼赫鲁和第三世界新独立国家的领导人“在复杂的国际形势下，被要求效忠于美苏两个超级大国”，以维护其独立和主权的愿望。
不结盟运动主张在冷战期间，发展中国家在西方集团和东方集团之间采取中立路线。1953年，印度外交官克里什那·梅农在联合国首次使用不结盟这一短语来代表这一理论。
不久之后，不结盟一词就成为了1961年首次举行的不结盟会议的名字。“不结盟”一词于1953年在联合国被确立。尼赫鲁在1954年斯里兰卡科伦坡的一次演讲中使用了这个短语。在这次讲话中，周恩来和尼赫鲁将和平共处五项原则描述为中印关系的指导原则，称为“五项约束”；这些原则后来成为不结盟运动的基础。这五项原则是：
- 尊重对方的主权和领土完整
- 互不侵犯
- 互不干涉内政
- 平等互利
- 和平共处

不结盟运动发展的一个重要里程碑是1955年的万隆会议，会议是由印度尼西亚总统苏加诺主办的亚非国家会议，他为推动不结盟运动做出了重大贡献。会议汇集了苏加诺、吴努、纳赛尔、尼赫鲁、铁托、恩克鲁玛和梅农，以及胡志明、周恩来和诺罗敦·西哈努克等国家领导人，以及年轻的英迪拉·甘地，通过了一项“促进世界和平与合作宣言”，其中包括周恩来和尼赫鲁的和平共处五项原则，以及在冷战中保持中立的集体承诺。万隆会议六年后，南斯拉夫总统约瑟普·布罗兹·铁托的倡议促成了1961年9月在贝尔格莱德举行的第一次不结盟国家国家元首或政府首长会议。不结盟运动一词最早出现在1976年的第五次会议上，与会国被表示为该运动的成员。
在1970年9月的卢萨卡会议上，成员国表示将和平解决争端和放弃与大国建立军事联盟作为该运动的目标。另一个增加的目标是反对在外国驻扎军事基地。
1975年，联合国大会的成员国与阿拉伯国家和苏联为首的东方集团的支持下推动了第3379号决议。这是一项声明性的非约束性措施，将犹太复国主义等同于南非的种族隔离，并将其视为种族歧视。不结盟运动成员国的投票在联合国产生了多数票，在一些决议中系统性地谴责以色列。
一些不结盟的成员国之间曾发生过严重的武装冲突，例如是印度和巴基斯坦以及伊朗和伊拉克。

#### 古巴的作用
20世纪70年代，古巴为不结盟运动中在世界上发挥领导作用做出了重大贡献。古巴设立了军事顾问团和经济社会改革计划。1976年不结盟运动世界会议赞扬了古巴的国际主义，“这有助于安哥拉人民挫败南非种族主义政权及其盟友的扩张主义和殖民主义。”下一次不结盟运动会议定于1979年在哈瓦那举行，由菲德尔·卡斯特罗主持，他成为不结盟运动事实上的领导人。1979年9月的会议标志着古巴声望的顶峰。大多数与会者认为，古巴在冷战中与苏联阵营不是结盟关系。
1979年12月，苏联入侵阿富汗。在此之前，阿富汗也是不结盟运动的主要成员。在联合国，不结盟成员国以56票赞成、9票反对、26票弃权谴责苏联。古巴投票反对该决议并支持苏联。在卡斯特罗没有成为该运动的高调发言人，古巴失去了不结盟的领导地位和声誉。不结盟运动在苏阿战争问题上存在严重分歧，许多不结盟运动成员国尤其是大多数穆斯林国家谴责了这场战争。

### 后冷战时期

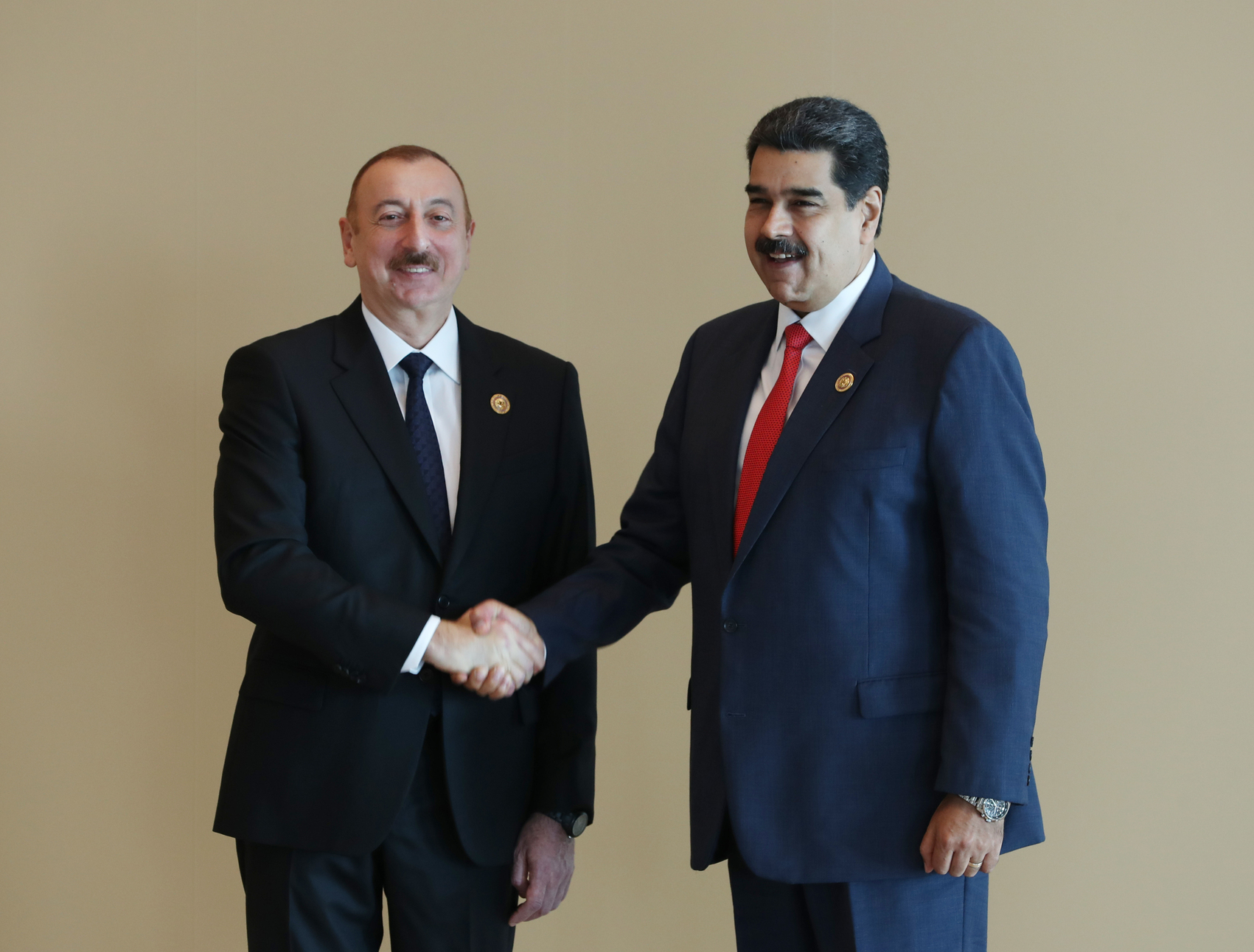
2019年10月25日，阿塞拜疆总统伊利哈姆·阿利耶夫和委内瑞拉总统尼古拉斯·马杜罗在巴库举行的第18届不结盟运动首脑会议上

随着冷战结束，不结盟运动发生了改变。1991-1992年南斯拉夫（创始成员国之一）的解体也影响了该运动；1992年联合国大会期间在纽约举行的不结盟运动部长级会议暂停了南斯拉夫的成员资格。南斯拉夫的继承国对成为不结盟运动的成员国几乎没有兴趣，除了斯洛文尼亚、北马其顿和科索沃（即波斯尼亚和黑塞哥维那、克罗地亚、黑山和塞尔维亚）外，其它继承国都保留了不结盟运动观察员地位。另一个创始成员国印度也降低了对不结盟运动的关注和发展。
波斯尼亚和黑塞哥维那和哥斯达黎加的加入申请分别于1995年和1998年被拒绝。2004年，马耳他和塞浦路斯根据要求加入欧盟，不再是不结盟运动的成员国。阿塞拜疆和斐济是最近加入不结盟运动的国家，均于2011年加入。白俄罗斯于1998年加入，是不结盟运动的唯一欧洲成员国。
自冷战结束以来，不结盟运动被迫重新定义立场，并在新的世界体系中重塑其宗旨。一个主要问题是，它的任何基本意识形态，主要是国家独立、领土完整以及反对殖民主义和帝国主义的斗争，是否适用于现代社会。该运动强调多边主义、平等和互不侵犯的原则，试图成为全球发展中国家更强有力的代言人，并成为一种可以在国际层面促进成员国需求并加强其在与发达国家谈判时的政治影响力的工具。在努力推进发展中国家利益的过程中，该运动强调了成员国之间合作与团结的重要性。然而，与过去一样，凝聚力仍然是一个问题，因为组织的规模以及议程和忠诚的分歧带来了持续分裂的可能性。虽然就基本原则达成一致是顺利的，但对特定的国际问题采取明确行动的情况很少见，该运动更倾向于提出批评或支持的建议，而不是通过具有强制性的决议。
不结盟运动认为自己依然存在作用：在它看来，世界上最贫穷的国家仍然被剥削和边缘化，不再是被对立的超级大国剥削，而是在一个单极世界中，该运动真正反对的是西方霸权和新殖民主义。它反对外国占领、干涉内政和侵略性单边措施，但它也转向关注成员国面临的社会经济挑战，特别是全球化所表现出的不平等和新自由主义政策的影响。不结盟运动已将欠发达地区、贫困和社会不公定义为对和平与安全日益严重的威胁。
第16届不结盟运动首脑会议于2012年8月26日至31日在伊朗德黑兰举行。据迈赫尔通讯社报道，来自150多个国家的代表计划出席。最高级别的出席者包括27位总统、2位国王和埃米尔、7位首相、9位副总统、2名议会发言人和5位特使。在峰会上，伊朗接替埃及担任2012年至2015年期间的不结盟运动主席。
2016年，委内瑞拉主办了第17届不结盟运动首脑会议。
阿塞拜疆是2019年第18届不结盟运动首脑会议的东道国，在2024年1月在乌干达坎帕拉举行的第19届不结盟国家首脑会议之前担任不结盟运动主席。

## 组织结构和成员
建立不结盟运动的原因是一些国家不希望组建或加入地缘政治或军事联盟，因此本身没有非常严格的组织结构。1996年《卡塔赫纳方法论文件》界定了一些组织基础。不结盟国家的国家元首和政府首长会议是“最高决策机构”。主席职位在各国的国家元首或政府首脑之间轮换，并在每次峰会上更换。
加入不结盟运动要符合联合国规定的国际准则。目前的加入要求是，候选国必须按照1955年的十项“万隆原则”进行实践：
- 尊重基本人权和《联合国宪章》的宗旨和原则
- 尊重所有国家的主权和领土完整
- 承认民族独立运动
- 承认种族平等和所有国家一律平等
- 不干涉别国内政
- 尊重每个国家根据《联合国宪章》单独或集体自卫的权利
- 不采取侵略行动或威胁侵略，不使用武力侵犯任何国家的领土完整或主权独立
- 根据《联合国宪章》以和平手段解决所有国际争端
- 保障共同利益和促进合作
- 尊重国际正义和国际义务

## 政策和意识形态
不结盟运动的主席包括许多历史上的知名人物，如军国主义和反共主义者苏哈托和民主社会主义者、著名的反种族隔离活动家纳尔逊·曼德拉。由许多意识形态截然不同的政府组成的不结盟运动，以其对世界和平与安全的公开承诺而团结一致。1983年3月在新德里举行的第七次峰会上，该运动将自己描述为“历史上最大的和平运动”。不结盟运动同样重视裁军。不结盟运动对和平的承诺早于1961年正式制度化。1956年，印度、埃及和南斯拉夫政府首脑之间的布里奥尼会议认识到，和平斗争与裁军努力之间存在着至关重要的联系。
在20世纪70年代和80年代初，不结盟运动还发起了重组发达国家和发展中国家之间商业关系的运动，即新国际经济秩序（NIEO）和文化产物新世界信息和通信秩序（NWICO）。后者引发了不结盟运动关于通信合作的倡议，即1975年创建的不结盟新闻机构库，后来于2005年转变为不结盟运动新闻网。
不结盟运动支持合作政策，特别是多边合作、为所有相关方提供互利的政策和做法。几乎所有不结盟运动成员国也是联合国成员国。这两个组织都有明确的和平合作政策，但不结盟运动在多边协议方面取得的成功往往被更大、西方和发达国家主导的联合国所忽视。不结盟运动在非洲种族隔离问题以及巴勒斯坦民族主义等问题的多边合作取得了适度的成功，并在许多意识形态和其它冲突中发挥了重要作用，包括极端反对种族隔离政策和支持罗得西亚和南非等地的游击运动。

## 目前的活动和地位

### 联合国安理会改革
不结盟运动直言不讳地批评了当前的联合国结构和权力动态，并倡导联合国安全理事会改革，称该组织被强国以违反该运动原则的方式利用。它提出了一些建议，称这些建议将加强“不结盟”国家的代表性和权力。拟议的联合国改革也旨在提高联合国决策的透明度和民主性。不结盟运动认为联合国安理会是最扭曲、最不民主、最需要重塑的因素。

### 波多黎各自决
自1961年以来，不结盟运动一直支持在联合国讨论波多黎各自决问题。奥斯托斯民族独立运动本应在第十五届首脑会议上就此事提出一项决议，但没有取得进展。

### 西撒哈拉的自决
自1973年以来，不结盟运动一直支持在联合国讨论西撒哈拉自决问题。不结盟运动在其会议（沙姆沙伊赫，2009年）上重申支持撒哈拉人的自决权，在任何有效选择之间做出选择，欢迎各方之间的直接对话，并铭记联合国在撒哈拉问题上的责任。

### 可持续发展
不结盟运动公开致力于可持续发展和实现千年发展目标的原则，但认为国际社会没有创造有利于发展的条件，侵犯了每个成员国的主权发展权。全球化、债务问题、贸易公正、外国援助减少、捐助者条件以及国际金融决策缺乏民主等问题被列为阻碍发展的因素。

### 对美国外交政策的批评
近年来，该组织批评了美国外交政策。不结盟运动的一些成员谴责2003年美国入侵伊拉克和反恐战争、企图扼杀伊朗和朝鲜的核计划及其它行动，称美国企图践踏小国主权；在最近的一次峰会上，朝鲜议会常务委员会主席金永南表示：“美国正试图剥夺其它国家展开和平核活动的合法权利。”

### 不结盟运动中心

#### 南南技术合作中心
不结盟运动南南技术合作中心（NAM CSSTC）作为一个国际组织，使发展中国家能够提高国家实力和集体独立，是不结盟运动努力的一部分。不结盟运动南南技术合作中心位于印度尼西亚雅加达，以南南技术合作为重点。不结盟运动CSSTC成立于冷战结束几年后，旨在促进发展中国家的发展，加快增长。1995年10月18日至20日，140个国家在卡塔赫纳德印第亚斯聚集并接受了一份最后文件，该文件在最后文件第313段中规定在印度尼西亚建立南南技术合作中心。
根据《最后文件》，该组织旨在实现发展中国家的发展目标，实现可持续发展目标，使发展中国家成为国际关系中的平等伙伴。
该组织的的主要机构是董事会。此外，董事会与印度尼西亚共和国外交部副部长领导的理事会有协商安排，其成员包括文莱大使、古巴大使和南非大使。该组织由印度尼西亚的志愿者捐款资助。NAM CSSTC及其官员由一名全职工作人员组成，他们不隶属于任何其他政府机构，除了他们的行政官员负责人，行政官员通常由印度尼西亚各部委的一级或二级工作人员提名。有人说，该组织是建设不结盟运动成员国能力的一项重大努力。
在不结盟运动南南合作委员会成立的前几年，1992年在雅加达举行了不结盟运动首脑会议，讨论加强集体自治和审查国际经济环境的努力，以加强南南合作。
在首脑会议期间文莱达鲁萨兰国加入不结盟运动后，印度尼西亚共和国政府呼吁印度尼西亚共和国和文莱达鲁萨萨兰国政府建立一个南南技术合作中心（现称不结盟运动南南技术合作中心），以组织不同的培训、研究和研讨会方案和活动。该方案活动旨在消除贫困、鼓励中小企业和信息及通信技术发展。
不结盟运动CSSTC通过与不结盟运动成员国的培训中心和专家以及其他多边组织合作开展活动。例子包括根除非法、瞒报及无管制捕鱼，向缅甸派遣农业专家和国际组织培养培训。
不结盟运动协调委员会每季度向印度尼西亚共和国外交部和不结盟运动纽约协调局报告一次。每年，该部和协调局将获得有关方案和活动的更多细节，包括评估。
其它不结盟运动中心侧重于卫生、人权（人权和文化多样性中心）和技术（不结盟和其他发展中国家科学技术中心）部门，分别位于古巴、伊朗和印度。

### 青年组织
不结盟运动青年组织（NAMYO）成立于2021年10月。

### 文化多样性及人权
不结盟运动接受人权和社会正义的普遍性，但强烈抵制文化同质化。根据其对主权的看法，该组织呼吁保护文化多样性，并宽容定义特定地区人权的宗教、社会文化和历史特殊性。

### 工作组、工作队、委员会
目前，不结盟运动工作组由以下国家担任主席：
- 阿尔及利亚-工作组联合国改革和振兴大会
- 埃及-联合国安理会改革工作组
- 印度尼西亚-裁军工作组
- 古巴-人权工作组
- 摩洛哥-维和行动工作组
- 伊朗-法律事务工作组
- 委内瑞拉-单方面强制措施工作组
- 孟加拉国-建设和平核心小组

其它工作组、工作队、委员会：
- 巴勒斯坦问题委员会
- 联合国结构改革高级别工作组
- 联合协调委员会（由77国集团主席和不结盟运动主席担任主席）
- 不结盟安全核心小组
- 经济合作常设部长级委员会
- 索马里问题工作队

## 协调局
不结盟运动的协调局设在联合国，是指导该运动的工作队、委员会和工作组工作的主要组织。不结盟运动的日常活动由工作组代表协调局进行。

## 会议
| 屆 | 日期          | 國家             | 城市       |
| -- | ------------- | ---------------- | ---------- |
| 1  | 1961/11/1-6   | 南斯拉夫         | 貝爾格勒   |
| 2  | 1964/10/5-10  | 阿拉伯聯合共和國 | 開羅       |
| 3  | 1970/11/8-10  | 尚比亞           | 卢萨卡     |
| 4  | 1973/11/ 5–9  | 阿尔及利亚       | 阿爾及爾   |
| 5  | 1976/8/16–19  | 斯里蘭卡         | 科倫坡     |
| 6  | 1979/11/3–9   | 古巴             | 哈瓦那     |
| 7  | 1983/4/7-12   | 印度             | 新德里     |
| 8  | 1986/11/1–6   | 辛巴威           | 哈拉雷     |
| 9  | 1989/11/4–7   | 南斯拉夫         | 貝爾格勒   |
| 10 | 1992/9/1–6    | 印度尼西亞       | 雅加達     |
| 11 | 1995/10/18–20 | 哥伦比亚         | 卡塔赫納   |
| 12 | 1998/11/2–3   | 南非             | 德班       |
| 13 | 2003/2/20–25  | 马来西亚         | 吉隆坡     |
| 14 | 2006/11/15–16 | 古巴             | 哈瓦那     |
| 15 | 2009/7/11–16  | 埃及             | 沙姆沙伊赫 |
| 16 | 2012/8/26–31  | 伊朗             | 德黑蘭     |
| 17 | 2016/9/17–18  | 委內瑞拉         | 卡拉卡斯   |
| 18 | 2019/10/25–26 |                  | 巴库       |
| 19 | 2024/1/19–20  | 乌干达           | 坎帕拉     |

## 历任秘书长
| 不结盟运动秘书长 | 不结盟运动秘书长 | 不结盟运动秘书长             | 不结盟运动秘书长 | 不结盟运动秘书长 | 不结盟运动秘书长 |
|                  | 姓名             | 姓名                         | 国家             | 就任             | 离任             |
| ---------------- | ---------------- | ---------------------------- | ---------------- | ---------------- | ---------------- |
| 1                |                  | 铁托                         | 南斯拉夫         | 1961             | 1964             |
| 2                |                  | 纳赛尔                       | 阿拉伯聯合共和國 | 1964             | 1970             |
| 3                |                  | 肯尼思·卡翁达                | 尚比亞           | 1970             | 1973             |
| 4                |                  | 胡阿里·布迈丁                | 阿尔及利亚       | 1973             | 1976             |
| 5                |                  | 威廉·高伯拉瓦                | 斯里蘭卡         | 1976             | 1978             |
| 6                |                  | 朱尼厄斯·理查德·贾亚瓦德纳   | 斯里蘭卡         | 1978             | 1979             |
| 7                |                  | 菲德尔·卡斯特罗（第一次）    | 古巴             | 1979             | 1983             |
| 8                |                  | 吉亚尼·宰尔·辛格             | 印度             | 1983             | 1983             |
| 9                |                  | 拉马斯瓦米·文卡塔拉曼        | 印度             | 1983             | 1986             |
| 10               |                  | 罗伯特·穆加贝                | 辛巴威           | 1986             | 1989             |
| 11               |                  | 亚内兹·德尔诺夫舍克          | 南斯拉夫         | 1989             | 1990             |
| 12               |                  | 博里萨夫·约维奇              | 南斯拉夫         | 1990             | 1991             |
| —                |                  | 塞吉多·巴伊拉莫维奇          | 南斯拉夫         | 1991             | 1991             |
| 13               |                  | 斯捷潘·梅西奇                | 南斯拉夫         | 1991             | 1991             |
| 14               |                  | 布兰科·科斯蒂奇              | 南斯拉夫         | 1991             | 1992             |
| 15               |                  | 多布里察·乔西奇              | 南斯拉夫         | 1992             | 1992             |
| 16               |                  | 苏哈托                       | 印度尼西亞       | 1992             | 1995             |
| 17               |                  | 埃内斯托·桑佩尔·皮萨诺       | 哥伦比亚         | 1995             | 1998             |
| 18               |                  | 安德烈斯·帕斯特拉纳·阿朗戈   | 哥伦比亚         | 1998             | 1998             |
| 19               |                  | 纳尔逊·曼德拉                | 南非             | 1998             | 1999             |
| 20               |                  | 塔博·姆贝基                  | 南非             | 1999             | 2003             |
| 21               |                  | 马哈迪·莫哈末                | 马来西亚         | 2003             | 2003             |
| 22               |                  | 阿都拉·巴达威                | 马来西亚         | 2003             | 2006             |
| (7)              |                  | 菲德尔·卡斯特罗（第二次）    | 古巴             | 2006             | 2008             |
| 23               |                  | 劳尔·卡斯特罗                | 古巴             | 2008             | 2009             |
| 24               |                  | 穆巴拉克                     | 埃及             | 2009             | 2011             |
| —                |                  | 穆罕默德·侯赛因·坦塔维(代理) | 埃及             | 2011             | 2012             |
| 25               |                  | 穆罕默德·穆尔西              | 埃及             | 2012             | 2012             |
| 26               |                  | 内贾德                       | 伊朗             | 2012             | 2013             |
| 27               |                  | 哈桑·鲁哈尼                  | 伊朗             | 2013             | 2016             |
| 28               |                  | 尼古拉斯·马杜罗              | 委內瑞拉         | 2016             | 2019             |
| 29               |                  | 伊利哈姆·阿利耶夫            |                  | 2019             | 2022             |
| 30               |                  | 约韦里·穆塞韦尼              | 乌干达           | 2024             |                  |

## 成员国
不结盟运动是一个十分松散的国际组织：它不设总部及常设机构，起初甚至没有定期的会议机制，后来才规定每3年举行一次首脑会议，并由会议举办国担任主席国，任期亦为3年。截至2012年5月，不结盟运动共有120个成员国、17个观察员国，还有非洲联盟、阿拉伯国家联盟、伊斯兰合作组织和联合国等10个观察员组织。

### 非洲
1. 阿尔及利亚（1961）
2. 安哥拉（1964）
3. （1964）
4. （1970）
5. 布吉納法索（1973）
6. （1964）
7. 喀麦隆（1964）
8. （1976）
9. 中非（1964）
10. （1964）
11. （1976）
12. 刚果民主共和国（1961）
13. （1983）
14. 埃及（1961）
15. 赤道几内亚（1970）
16. （1995）
17. 衣索比亞（1961）
18. 加彭（1970）
19. （1973）
20. （1961）
21. 几内亚（1961）
22. （1976）
23. （1973）
24. （1964）
25. 賴索托（1970）
26. 利比里亚（1964）
27. 利比亞（1964）
28. 马达加斯加（1973）
29. 马拉维（1964）
30. （1961）
31. 毛里塔尼亚（1964）
32. 模里西斯（1973）
33. 摩洛哥（1961）
34. 莫桑比克（1976）
35. 纳米比亚（1979）
36. 尼日尔（1973）
37. 奈及利亞（1964）
38. 刚果共和国（1964）
39. 卢旺达（1970）
40. 聖多美和普林西比（1976）
41. 塞内加尔（1964）
42. 塞舌尔（1976）
43. （1964）
44. （1961）
45. 南非（1994）
46. 苏丹（1961）
47. （1970）
48. 坦桑尼亚（1964）
49. 多哥（1964）
50. 突尼西亞（1961）
51. 乌干达（1964）
52. 尚比亞（1964）
53. 辛巴威（1979）

### 美洲
1. 安地卡及巴布達（2006）
2. 巴哈马（1983）
3. （1983）
4. （1976）
5. 玻利维亚（1979）
6. 智利（1973）
7. 哥伦比亚（1983）
8. 古巴（1961）
9. 多米尼克（2006）
10. （2000）
11. （1983）
12. 格瑞那達（1979）
13. （1993）
14. （1970）
15. 海地（2006）
16. （1995）
17. 牙买加（1970）
18. 尼加拉瓜（1979）
19. 巴拿马（1976）
20. 秘魯（1973）
21. 圣基茨和尼维斯（2006）
22. 圣卢西亚（1983）
23. （2003）
24. 苏里南（1983）
25. 千里達及托巴哥（1970）
26. 委內瑞拉（1989）

### 亞洲
1. 阿富汗（1961）
2. （2011）
3. 巴林（1973）
4. （1973）
5. 不丹（1973）
6. （1993）
7. 柬埔寨（1961）
8. 印度（1961）
9. 印度尼西亞（1961）
10. 伊朗（1979）
11. 伊拉克（1961）
12. 约旦（1964）
13. 科威特（1964）
14. （1964）
15. 黎巴嫩（1961）
16. 马来西亚（1970）
17. 馬爾地夫（1976）
18. 蒙古国（1993）
19. 緬甸（1961）
20. 尼泊尔（1961）
21. （1976）
22. 阿曼（1973）
23. 巴基斯坦（1979）
24. 巴勒斯坦國（1976）
25. 菲律賓（1993）
26. （1973）
27. 沙烏地阿拉伯（1961）
28. 新加坡（1970）
29. 斯里蘭卡（1961）
30. 叙利亚（1964）
31. 泰國（1993）
32. 东帝汶（2003）
33. （1995）
34. 阿联酋（1970）
35. （1993）
36. 越南（1976）
37. 葉門（1990）[56]

### 歐洲
1. 白俄羅斯（1998）

### 大洋洲
1. 斐济（2011)
2. （1993）
3. （1983）

### 前成員
1. 阿根廷（1973–1991）[57]
2. 賽普勒斯（1961–2004）[58][59]
3. 馬爾他（1973–2004）[59]
4. 南斯拉夫（1961–1992）[60][61][62]
5. 乌克兰（2010–2014）[63]

#### 觀察員
1. 阿根廷
2. 亞美尼亞
3. 巴西
4. 中华人民共和国
5. 薩爾瓦多
6. 墨西哥
7. 蒙特內哥羅
8. 巴拉圭
9. 塞爾維亞
10. 乌拉圭
11. 俄羅斯
12. 梵蒂冈